# Andaluzijski pes
Andaluzijski pes (francosko Un chien andalou) je kratki film Luisa Buñuela in Salvadorja Dalíja. Premierno je bil prikazan leta 1929 v Parizu. Velja za mojstrovino surrealizma.
Črnobeli film sestavljajo druga za drugo nanizane slike oziroma scene, ki so absurdne, in zato je nemogoče sestaviti koherentno zgodbo. V filmu nastopita tudi oba avtorja. 

## Ozadje
Luis Buñuel in Salvador Dalí sta se spoprijateljila že kot študenta. Leta 1928 sta se ponovno srečala in se zapletla v pogovor o svojih tedanjih sanjah. Odločila sta se, da bosta te sanje preoblikovala v film.
V enem tednu sta napisala scenarij z eno jasno potezo: nič v filmu ne sme biti racionalno, logično ali psihološko razložljivo. Tudi naslov sta izbrala naključno in ni povezan s filmskim dogajanjem.
Denar za realizacijo filma je Buñuel dobil od svoje matere, toda treba je omeniti, da je polovico tega denarja porabil v pariških gostilnah. Snemanje je potekalo konec leta 1928 in začetek leta 1929, trajalo pa je 14 dni. Buñuel je montažo filma opravil v Parizu, kjer je končni izdelek pokazal tudi Manu Rayu in Louisu Aragonu, ki sta bila navdušena. Aprila 1929 je tako sledila tudi javna premiera. 
Luis Buñuel je svoj nemi film glasbeno opremil sam - na premieri je za platnom upravljal z gramofonom, ki je izmenično igral glasbo Richarda Wagnerja in argentinske tange. Pri projekciji leta 1960 so to glasbo dodali v film. Toda obstaja tudi verzija, kjer se zraven sliši še glasba Ludwiga van Beethovna. Tega Luis Buñuel v svoji knjigi ni omenil.
Čeprav pariško občinstvo morda še ni bilo pripravljeno na tak film, ga je del gledalcev in novinarjev navdušeno pozdravil. 
Filmu je uspelo s svojo popolno iracionalnostjo uresničiti »Manifest surrealizma«, ki ga je leta 1924 napisal André Breton. Buñuel in Dalí sta takoj zaslovela in bila sprejeta v krog pariških surrealistov. Kmalu za tem sta ponovno sodelovala - pri filmu L'Age d'Or (Zlata doba).
Film je vplival tudi na alternativno rockovsko skupino Pixies, ki je leta 1989 na albumu Doolittle izdala pesem Debaser (angleško debase pomeni razvrednotiti), v kateri Black Francis opisuje gledanje filma, ki ga po lastnih dojema kot poniževanje morale in standardov umetnosti.